# Respiro profondo - La sfida di Alessia Zecchini
Respiro profondo - La sfida di Alessia Zecchini, o semplicemente Respiro profondo (The Deepest Breath), è un film documentario del 2023 scritto e diretto da Laura McGann. 
Il documentario segue l'apneista italiana Alessia Zecchini, primatista e campionessa del mondo in più discipline, nel suo tentativo di battere un primato mondiale con l'aiuto del soccorritore subacqueo (safety diver) Stephen Keenan, alla cui memoria è dedicato il film.

## Distribuzione
Il film è stato presentato in anteprima mondiale il 22 gennaio 2023 al Festival del cinema di Sundance. Successivamente, il 19 luglio 2023 è stato distribuito su Netflix, che prima della première ne aveva acquisito i diritti di distribuzione.

## Critica
L'aggregatore di recensioni Rotten Tomatoes riporta un indice di gradimento dell'85%, basato su 65 recensioni; il consenso della critica del sito recita: "Un documentario avvincente che può sembrare un thriller, Respiro profondo unisce la tragedia della vita reale con filmati straordinari delle profondità dell'oceano.".
Metacritic, che utilizza una media ponderata, ha assegnato alla pellicola un punteggio di 69 su 100, sulla base di 18 critiche.

## Riconoscimenti
- 2023 - Dublin Film Critics' Circle
  - Miglior documentario
- 2023 - Critics' Choice Documentary Awards
  - Miglior fotografia (Tim Cragg)
  - Miglior documentario sportivo
- 2024 - BFE Cut Above Awards
  - Miglior montaggio per un film documentario o di saggistica britannico (Julian Hart)
- 2024 - Association of Motion Picture Sound
  - Premio AMPS (Greg Gettens, Will Chapman, Chad Orororo, Adam Prescod)
  - Eccellenza del suono in un documentario
- 2024 - Sports Emmy Award
  - Miglior documentario sportivo